# 布利恒
布利恒（英語：Lincoln Burrows）是美國電視系列連續劇《越獄》的男主角，由多米尼克·珀塞爾飾演。劇中的他是施米高的哥哥。

## 第一季
布利恒被誣陷殺害副總統之兄，將被判處死刑，施米高決定將他從獄中救出來。